# Red Skull
Red Skull er en tegneseriefigur skabt af Joe Simon og Jack Kirby i 1940 som hovedsagelig optræder i superhelteserien Captain America, hvor han er heltens ærkefjende. Red Skulls første optræden var i det første nummer af Captain America Comics (1940).  
Han er skaber, og leder af den nazistiske organisation HYDRA, som virker som modstykke til S.H.I.E.L.D.  
Red Skull spilles af Hugo Weaving i filmen Captain America: The First Avenger, og af Ross Marquand i Avengers: Infinity War og Avengers: Endgame. 